# 先天性肥厚性幽門狭窄症
先天性肥厚性幽門狭窄症（せんてんせいひこうせいゆうもんきょうさくしょう、英: congenital hypertrophic pyloric stenosis, CHPS）は、乳幼児に見られる消化器系疾患。
男児に多く、300人から900人の赤ちゃんに1人の割合で発症すると言われる。生後3週から3カ月前後の乳児にみられ、飲んだ母乳やミルクを吐くことから症状がはじまる。やがて、胃の出口の筋肉（幽門筋）が厚くなり、胃の内容が十二指腸へ流れなくなる。最終的には、母乳やミルクを飲むたびに噴水のように大量に吐くようになり、脱水症状をきたす。
治療方法は、一般的に厚くなった幽門筋を切開して胃内容の通り道を広げる幽門筋切開術を行う。硫酸アトロピンを投与する治療法もあるが、長期間を要し、また効果が不確実であることから、外科的治療が一般的である。